# Jeep (azienda)
Jeep è un produttore statunitense di autovetture. Nel 1987 divenne un marchio registrato da Chrysler Group, controllata dal 2014 da FCA; dal 2021 è parte del gruppo Stellantis.

## Origine del nome e marchio Jeep

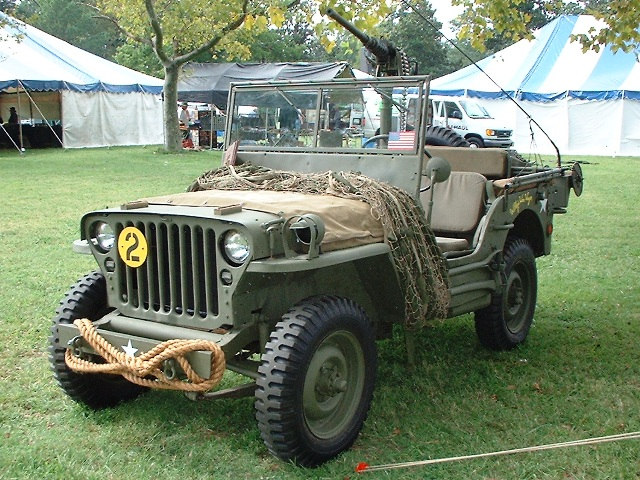
Una Willys MB

Appena scoppiò la seconda guerra mondiale l'esercito statunitense si rese conto della necessità di avere un piccolo autoveicolo a trazione integrale dotato di meccanica adatta all'uso in terreni difficili da usarsi come mezzo da ricognizione e collegamento. Questo mezzo fece la sua prima apparizione nel 1940, con il primo prototipo presentato dalla Bantam Car Company, il cui modello aprì la strada ai veicoli successivamente presentati dalla Willys e dalla Ford. Il bando venne vinto dalla Willys con la MB, ma data la necessità dell'esercito di avere un grande quantitativo di mezzi, fu richiamata la Ford che ne costruì una versione identica su licenza, la GPW (acronimo spesso erroneamente identificato con "General Purpose Willys", propriamente stava a indicare - secondo il sistema di nomenclatura allora in uso presso la Ford Motor Co. - un veicolo prodotto per il governo - G -, con passo da 80 pollici - P - e motore Willys - W -).
Il nome Jeep deriva dall'acronimo del nome militare General Purpose Vehicle (veicolo per uso generale), pronunciato dagli statunitensi appunto Jeep.
La Willys-Overland depositò la domanda di registrazione del marchio "Jeep" nel febbraio 1943. Per diffondere e pubblicizzare il neonato nome Jeep la casa madre Willys incominciò a pubblicizzare il proprio modello enfatizzando l'importante contributo dato dalla vettura nel vincere la guerra. La registrazione del nome da parte di Willys inizialmente incontrò anni di opposizione, principalmente da parte della Bantam, ma anche da Minneapolis-Moline. La Federal Trade Commission inizialmente si pronunciò a favore di Bantam nel maggio 1943, ignorando in gran parte le affermazioni di Minneapolis-Moline, e si oppose alla Willys-Overland per l'utilizzo del nome nelle proprie campagne pubblicitarie. La FTC diffidò formalmente la Willys di cessare e utilizzare qualsiasi affermazione secondo cui il progetto Jeep fosse stato originato dalla stessa.
Nel dicembre 1944 la Willys registrò il nome "AgriJeep", tuttavia nel 1945 mise in produzione la prima vera Jeep denominata ufficialmente Willys-Overland CJ (dove CJ stava a indicare Civilian Jeep, ovvero Jeep Civile) e commercializzata con lo slogan "Universal Jeep", ed essendo l'unica azienda che produceva i veicoli "Jeep" dopo la guerra, alla fine furono concessi i diritti sul nome nel giugno 1950. Oltre alla Willys anche la King Features Syndicate ha tenuto i diritti sul nome "Jeep" per i loro fumetti dall'agosto del 1936.
Willys successivamente registrò anche i diritti di design sulla calandra a sette barre verticali che caratterizzavano i modelli della serie CJ, mentre la griglia originale con 9 barre venne registrata dalla Ford.

## Storia

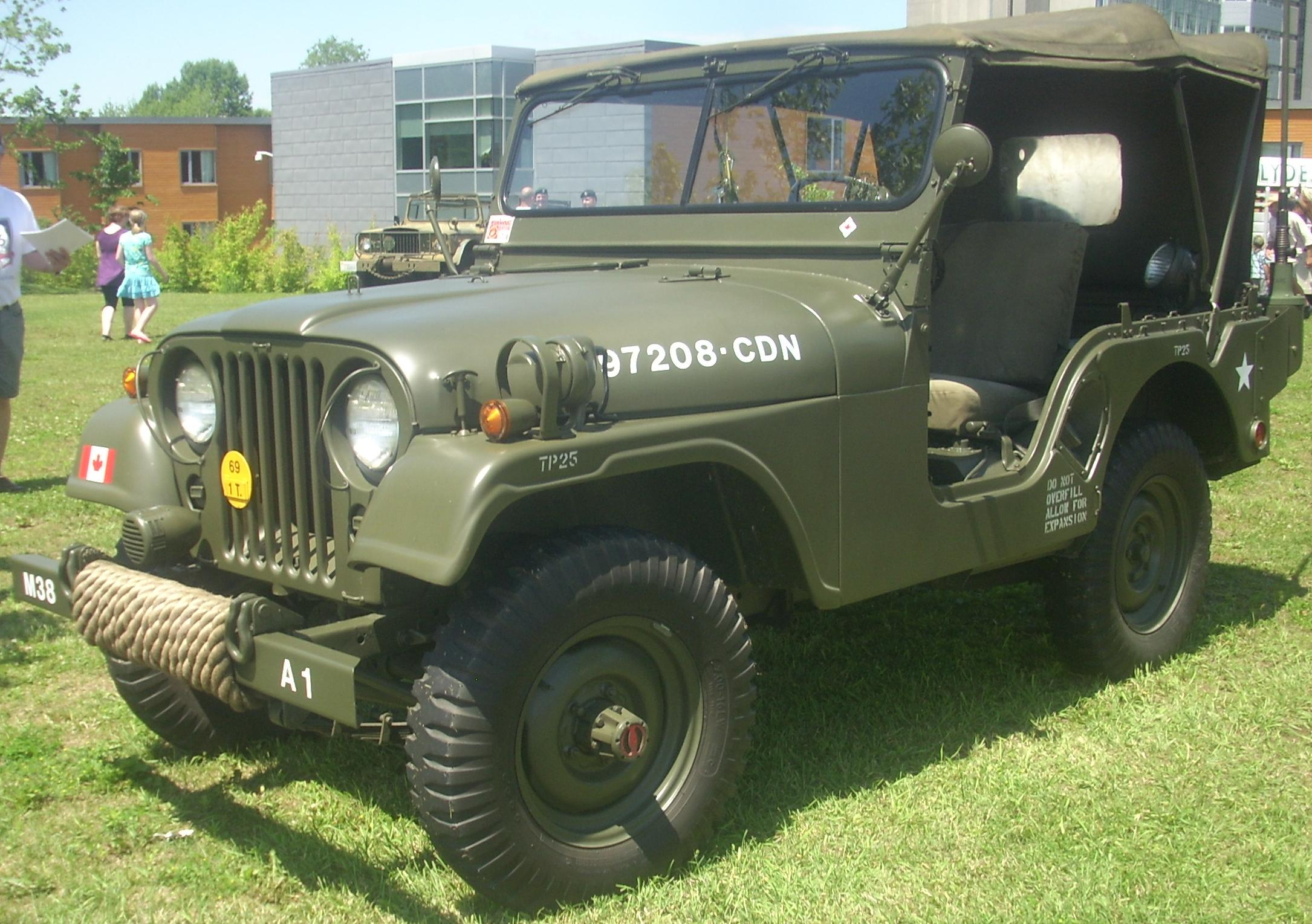
Jeep Willis-Kaiser MD

La Willys-Overland, che produsse la famosa MB durante la seconda guerra mondiale, incominciò a usare il nome Jeep con la versione civile della MB, ossia la CJ, acronimo di "Civilian Jeep".
Successivamente il marchio ha subito diversi cambi di proprietà. Nel 1953 la Willys fu acquistata dalla Kaiser, diventando Kaiser-Jeep nel 1963. La Kaiser-Jeep venne rilevata dalla American Motors Corporation nel 1970.

### L’era Renault
Nel 1979 la Renault investì sulla AMC e di conseguenza avvio l’espansione del marchio Jeep: si iniziò a studiare una fuoristrada di dimensioni compatte accessibile a un vasto pubblico e adatta a ogni esigenza, con abitacolo spazioso, cinque porte e cinque posti e motori economici non solo per la clientela americana ma anche per quella europea, e dopo i primi studi nel 1983 venne lanciata la nuova generazione di Jeep Cherokee (serie XJ), prima fuoristrada con telaio a scocca portante e due longheroni saldati, una soluzione quasi automobilistica (o meglio da SUV) ma studiata per rendere la vettura economica e al tempo stesso adatta al fuoristrada più duro con assetto rialzato. I motori benzina erano di origine AMC a cui si aggiunse anche il Diesel 2,1 litri Renault. La Cherokee venne lanciata anche in Europa, venduta attraverso le concessionarie Renault. Inoltre nello stesso anno del lancio venne siglato il primo accordo con un costruttore cinese (la BAIC Group di Pechino) e nacque la Beijing Jeep Corporation che incominció a produrre nel 1984 la nuova Cherokee XJ per il mercato cinese in una variante con passo allungato.

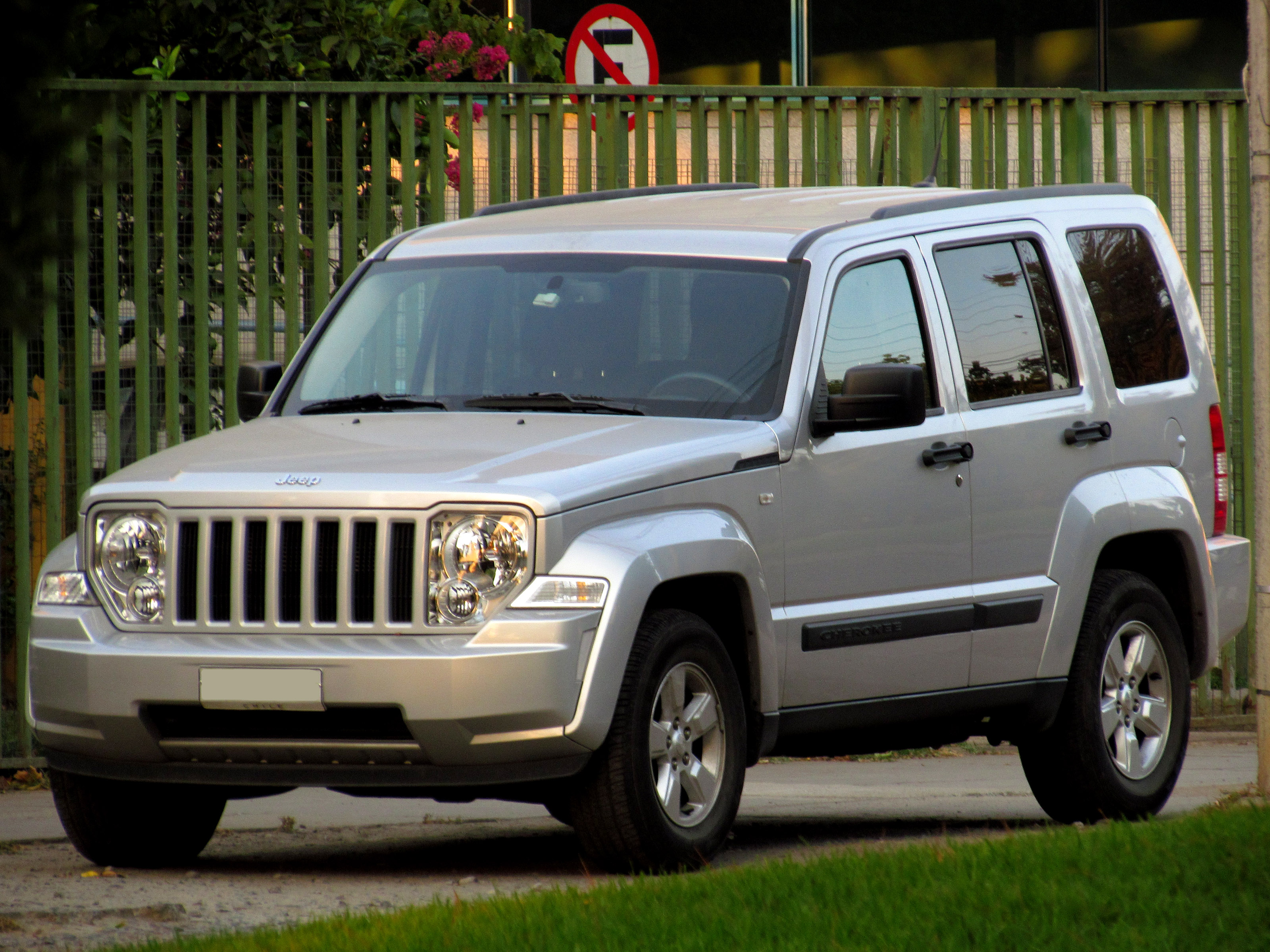
Jeep Cherokee Liberty (USA)

Nel 1985 ne venne lanciata anche la variante pick-up a due porte con cassone posteriore denominata Jeep Comanche (codice MJ) e nello stesso anno per la prima volta il marchio Jeep raggiunge il traguardo delle 200 000 unità vendute globalmente in un anno. Dopo la Cherokee, alla AMC insieme alla Renault, si iniziò a studiare una erede per la Jeep CJ, vettura che aveva avuto un enorme successo con oltre 1,3 milioni di esemplari venduti durante il ciclo produttivo. I vertici optarono per un profondo restyling del modello proponendo un completo redesign della carrozzeria mantenendo lo stesso telaio e la stessa meccanica: esordisce nel 1986 la Jeep Wrangler (codice YJ), il nuovo nome venne scelto per garantire a ogni modello della gamma Jeep una propria identità. Nel 1987 la Chrysler Group, che voleva controllare il marchio Jeep, comprò la AMC.

### Il passaggio a Chrysler e DaimlerChrysler
Con l’avvento della DaimlerChrysler il marchio Jeep, che era specializzato nella produzione di fuoristrada entra nel segmento dei SUV e crossover compatti: nello specifico vengono progettati due nuovi modelli sul telaio GS (frutto della collaborazione tra Daimler, Chrysler e Mitsubishi) a trazione anteriore e integrale. Nascono quindi la Patriot con design spigoloso e la Compass più arrotondata e morbida nelle linee con componentistica comune e condivisa con modelli come la Dodge Caliber e la Chrysler Sebring. I due modelli vengono prodotti negli USA ed esportati globalmente e vengono caratterizzati da dimensioni compatte (nell’ordine dei quattro metri e mezzo) e prezzi di listino contenuti in modo da poter allargare il bacino di utenza del marchio Jeep. Sia la Compass sia la Patriot ottengono buoni risultati di vendita sia in USA sia in Europa. Allo stesso tempo vengono aggiornati anche modelli classici della produzione Jeep come la Wrangler (proposta anche nella inedita variante Unlimited quattro porte) e le Cherokee (nota come Liberty in USA) e Grand Cherokee. Nell 2007, dopo lo scioglimento della DaimlerChrysler il marchio Jeep passa alla Chrysler LLC del gruppo Cerberus e nonostante la crisi che ha colpito il gruppo americano viene completato lo sviluppo del modello Grand Cherokee WK2, basato su tecnologie Mercedes-Benz; tuttavia la produzione verrà avviata solo nel 2010 con l’ingresso del gruppo Fiat nell’azionario Chrysler.

### L'ingresso di Fiat e l’attuale FCA US

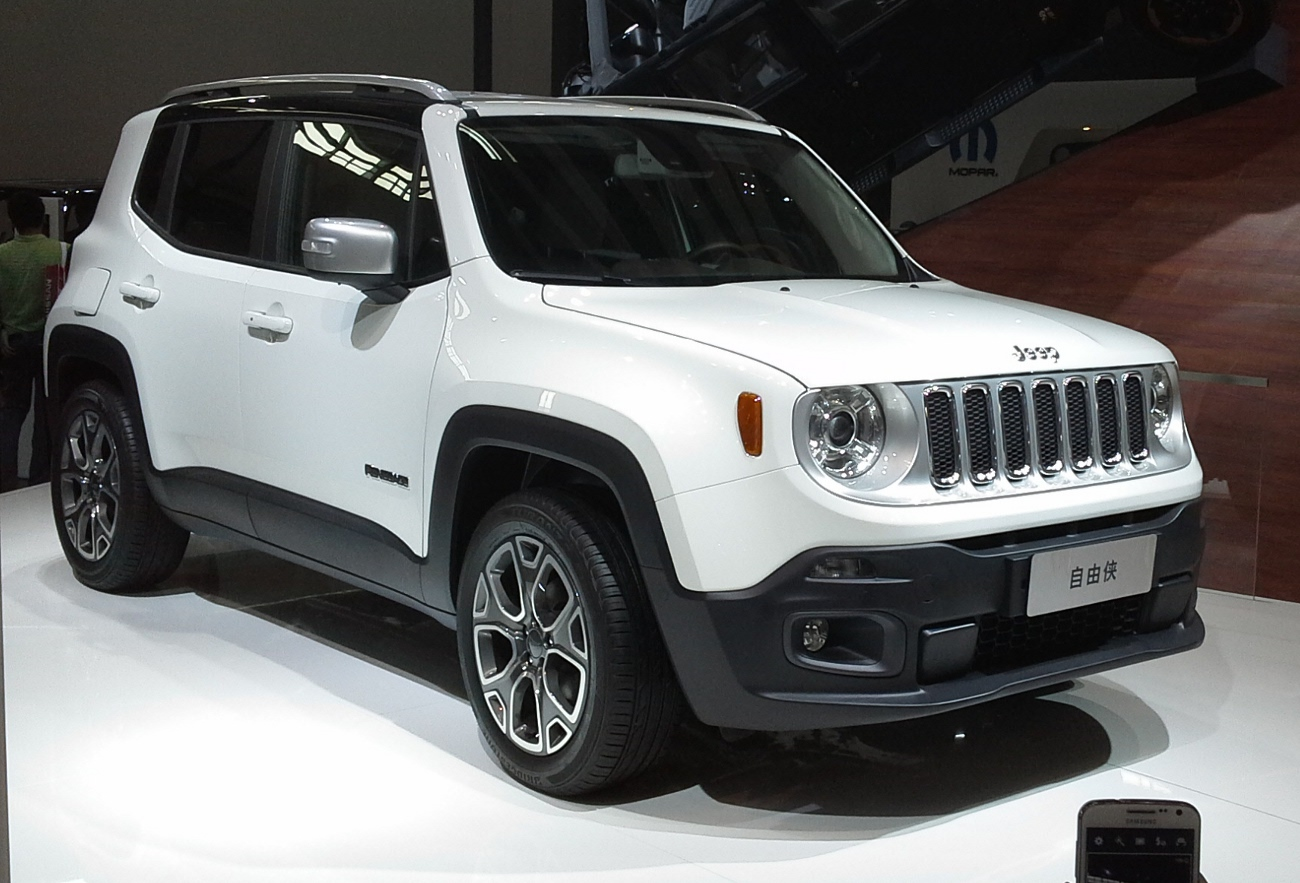
Jeep mod. Renegade prodotto in Cina

Con l'ingresso nel 2009 di Fiat Group nell'azionariato di Chrysler e col successivo controllo da parte di Fiat del gruppo statunitense, Jeep entra nell'orbita del gruppo automobilistico torinese. La prima vettura di questo nuovo corso è la Jeep Cherokee lanciata nel 2013 e basata sulla piattaforma modulare Compact US Wide di origine Fiat, sviluppata inizialmente per l’Alfa Romeo Giulietta e implementata per i modelli destinati ai marchi Chrysler. Successivamente si ha un'espansione globale della gamma: il marchio viene rilanciato in Europa attraverso l'allestimento della produzione del modello Jeep Renegade, realizzato nello stabilimento Fiat di Melfi insieme alla Fiat 500X con cui condivide la meccanica; nel medesimo anno parte la produzione della stessa Renegade anche in Brasile, nel nuovo stabilimento di Goiana e contemporaneamente parte anche la produzione in Cina della Cherokee nello stabilimento di Changsha per mezzo della joint venture GAC Fiat Automobiles ritornando sul mercato cinese come costruttore dopo anni di assenza (la produzione della Cherokee XJ in Cina terminó nel 2004).
Nel 2016 continua l'espansione sia sul mercato cinese, con l'introduzione della Jeep Renegade fabbricata localmente in un nuovo stabilimento a Canton, sia su quello sudamericano con l'esordio della nuova generazione di Jeep Compass, modello progettato per la vendita globale che sarà prodotto dal gennaio 2017 anche in Messico a Toluca, in India nello stabilimento di Pune nella versione con guida a destra per l'export globale, e in Cina nella fabbrica di Canton utilizzando le stesse linee produttive della Renegade cinese. Sempre nel 2017 viene presentata la versione restyling della Cherokee per il mercato americano portando all'esordio i nuovi motori modulari 2.0 litri sovralimentati della famiglia GME T4 e nell'ottobre 2018 viene importata anche in Europa e da novembre 2018 parte la produzione anche per il mercato cinese. Nel 2018 viene presentata anche la nuova generazione del modello Wrangler, totalmente riprogettata e prodotta nello storico stabilimento di Toledo, Ohio.

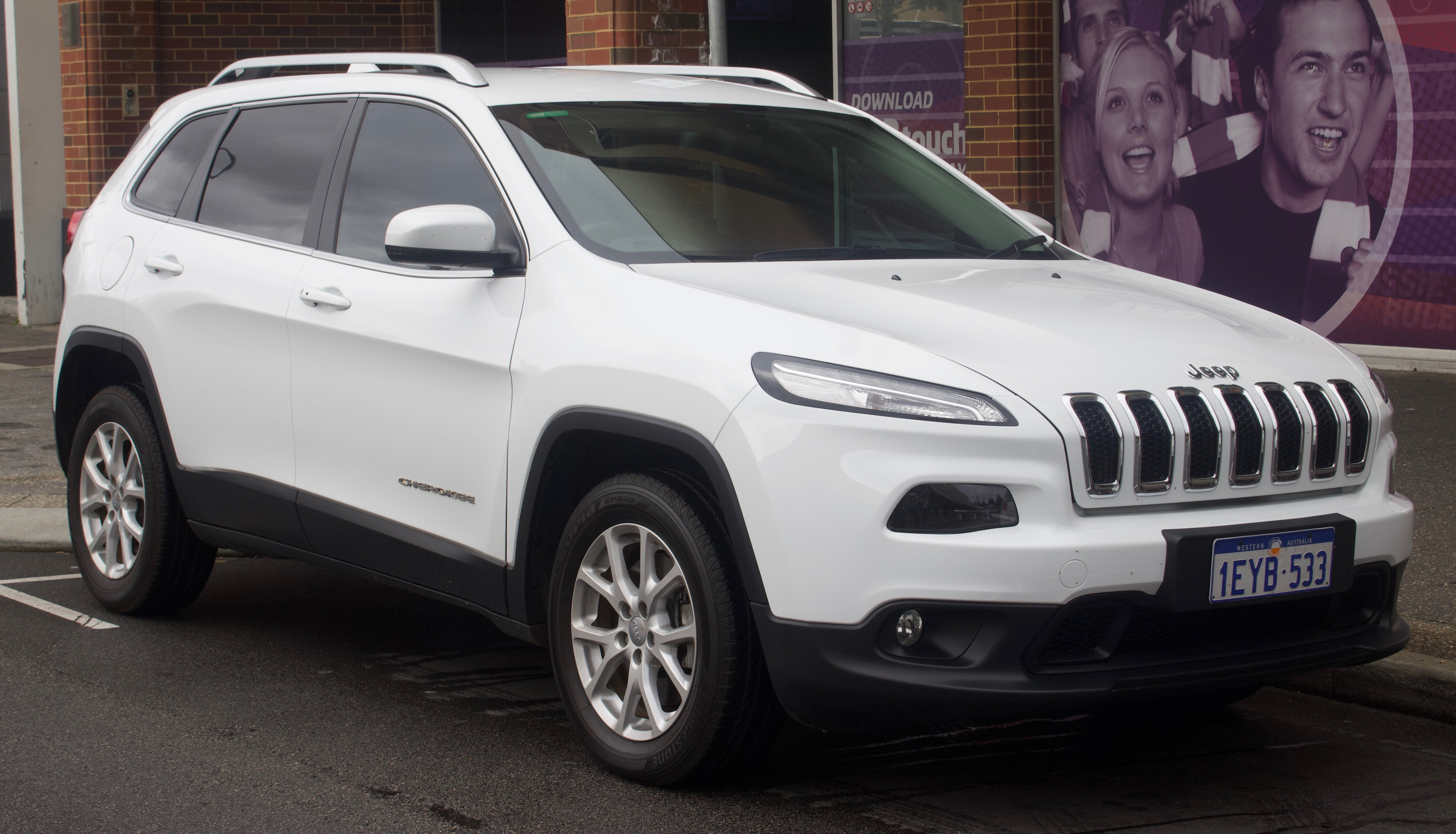
Jeep Cherokee KL del 2015

La casa annuncia con la Wrangler anche l'esordio di una versione pick-up da vendere globalmente. Nel giugno 2018 viene presentata la Renegade restyling al Parco Valentino di Torino che porta all'esordio europeo i motori FCA GSE "FireFly" a tre e quattro cilindri sovralimentati con turbo. Sempre nel 2018, grazie ai numerosi investimenti e all'espansione della gamma globalmente il marchio Jeep diventa il primo (all'interno del gruppo Fiat Chrysler Automobiles) per numero di vendite sorpassando Fiat. Inoltre nello stesso anno parte la produzione della Jeep Grand Commander, modello di SUV sette posti progettato e prodotto solo per il mercato cinese. Il 28 novembre 2018 viene presentato al salone dell'automobile di Detroit il Jeep Gladiator (codice JT), il pick-up con quattro porte e cassone basato sulla Wrangler Unlimited JL. Il Gladiator segna il ritorno del marchio nel segmento dei pick-up dopo 26 anni di assenza (l'ultimo fu il Jeep Comanche prodotto fino al 1992).
Durante l'era Fiat (in seguito Fiat Chrysler Automobiles) le vendite globali del marchio Jeep sono state incrementate da poco meno di 500 000 unità vendute globalmente nel 2008 a oltre 1,6 milioni di unità vendute nel 2016.

## Sponsorizzazioni
Attraverso un accordo tra Juventus Football Club e Fiat S.p.A., dal 1º luglio 2012 il marchio Jeep è diventato l'unico finanziatore di maglia della Juventus, al posto di BetClic e Balocco, per tre stagioni fino al 2015. Nel 2015 l'accordo viene rinnovato per altri sei anni, fino al 2021. Nel 2020 la sponsorizzazione viene rinnovata fino al 2024.

## Modelli Prodotti

### 1940-1953: Jeep by Willys
- 1940 Willys Quad - Prototipo
- 1941 Willys MA
- 1942 Willys MB (slat grille)
- 1942-1945 Willys MB (stamped grille)
- 1945–1949 CJ-2A
- 1946–1965 Station Wagon
- 1948–1950 Jeepster VJ
- 1949–1953 CJ-3A
- 1949–1963 Pick-Up
- 1950–1953 M38
- 1953–1959 M38A1
- 1953–1968 CJ-3B

### 1953-1970: Jeep by Kaiser-Frazer
- 1954–1981 CJ-5, CJ-6
- 1957–1965 FC-150 & FC-170 (Pick-Up & Trucks)
- 1962–1983 Wagoneer SJ
- 1963–1970 Gladiator (SJ)
- 1966 Super Wagoneer
- 1967–1973 Jeepster Commando

### 1970-1986: Jeep by AMC
- 1971–1986 Honcho (Pick-Up & Trucks)
- 1974–1983 Cherokee SJ "Chief" (Modello a due porte della Wagoneer)
- 1976–1986 Jeep CJ-7
- 1984–1996 Cherokee XJ
- 1984–1987 CJ-8
- 1985–1992 Comanche (Versione Pick-Up della Cherokee XJ)

### 1986-2009: Jeep by Chrysler Corporation/Daimler Chrysler/Chrysler LLC

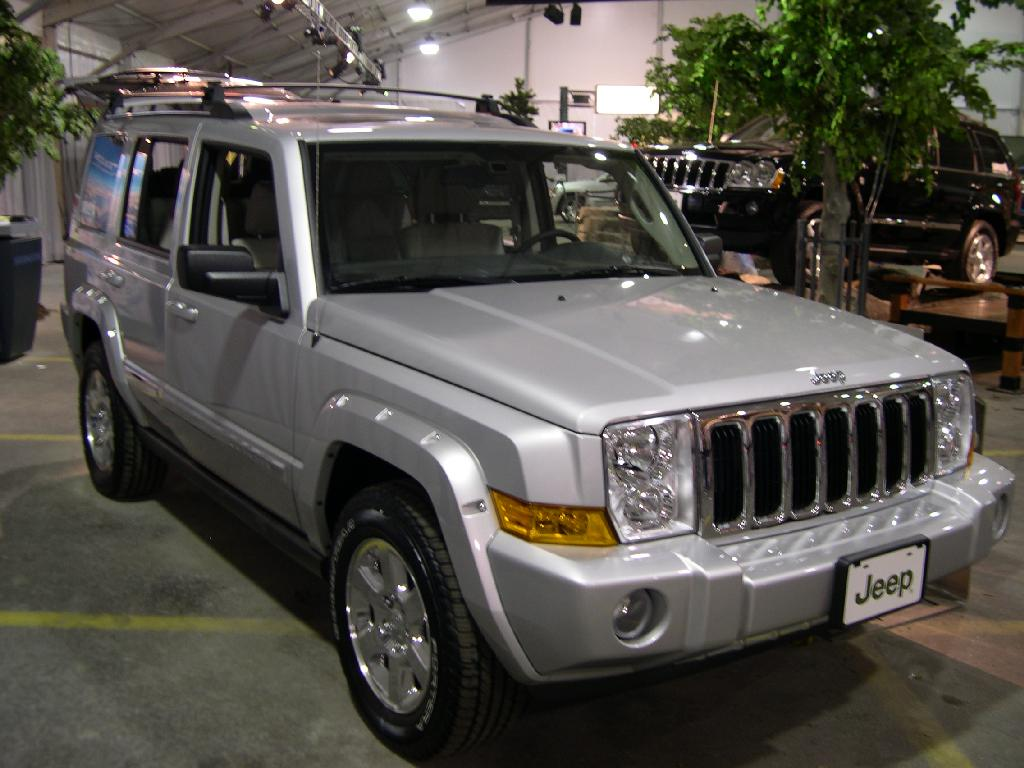
Jeep Commander modello 2006

- 1993–1998 Grand Cherokee ZJ/ZG
- 1987–1996 Wrangler YJ
- 1997–2006 Wrangler TJ
- 1997–2001 Cherokee XJ (restyling)
- 1999–2004 Grand Cherokee WJ
- 2001-2007 Cherokee/Liberty KJ
- 2005-2010 Grand Cherokee WH
- 2006-2011 Commander XH
- 2007-2018 Wrangler JK
- 2007-2017 Compass MK
- 2007-2017 Patriot
- 2008-2013 Cherokee/Liberty KK

### 2009- oggi: Jeep by Chrysler Group LLC/FCA US
- dal 2010 Grand Cherokee WK2
- dal 2013 Cherokee KL
- dal 2014 Renegade BU
- dal 2017 Compass MP
- dal 2018 Wrangler JL
- dal 2018 Grand Commander K8 (mercato cinese)
- dal 2018 Gladiator JT
- dal 2021 Jeep Wagoneer
- dal 2023 Jeep Avenger